# Gesetz betreffend die Gesellschaften mit beschränkter Haftung
Das Gesetz betreffend die Gesellschaften mit beschränkter Haftung (auch: GmbHG, GmbH-Gesetz oder Gesetz über die GmbH) regelt in Deutschland im Wesentlichen die besondere Form der Gesellschaft mit beschränkter Haftung (GmbH), ihre Errichtung, ihre Organe und ihre Stellung im Rechtsverkehr.
Die Gesetzgebungskompetenz des Bundes ergibt sich aus Art. 73 Nr. 5 in Verbindung mit Art. 74 Abs. 1 Nr. 1 GG.
Das GmbH-Gesetz ist in Bezug auf die GmbH lex specialis zu den Vorschriften des Handelsgesetzbuches und des Bürgerlichen Gesetzbuches.
Mit seinen Strafvorschriften gehört das GmbH-Gesetz auch zum Nebenstrafrecht.

## Gliederung
- Errichtung der Gesellschaft (§§ 1–12)
- Rechtsverhältnisse der Gesellschaft und der Gesellschafter (§§ 13–34)
- Vertretung und Geschäftsführung (§§ 35–52)
- Änderungen des Gesellschaftsvertrages (§§ 53–59)
- Auflösung und Nichtigkeit der Gesellschaft (§§ 60–77)
- Ordnungs-, Straf- und Bußgeldvorschriften (§§ 78–85)

## Reformen des Gesetzes
Das Mindestkapital von 25.000 € führte zu dem Trend, dass mehrere tausend deutsche Unternehmer in Großbritannien eine Limited company (Mindestkapital ab 1 Pfund) gründeten, um unter einfacheren Bedingungen in Deutschland operieren zu können. Bei gut einer Million GmbHs in Deutschland war dies eine durchaus ernstzunehmende Anzahl. Diese Praxis wurde von dem Bundesgerichtshof und dem Europäischen Gerichtshof (Rechtssache Inspire Art vom 30. September 2003, Rs. C-167/01) gebilligt.
Die rot-grüne Bundesregierung beschloss am 1. Juni 2005 mit dem Mindestkapitalgesetz (MindKapG) eine Herabsetzung des Mindestkapitals der GmbH mit Wirkung zum 1. Januar 2006 auf 10.000 Euro, doch wurde dies von der Unionsmehrheit im Bundesrat am 23. September 2005 abgelehnt.
Im Mai 2006 wurde den Bundesministerien der Referentenentwurf des Gesetzes zur Modernisierung des GmbH-Rechts und zur Bekämpfung von Missbräuchen (MoMiG) zur Stellungnahme vorgelegt, der beispielsweise einen neuartigen gutgläubigen Erwerb von GmbH-Anteilen vorsah. Nach umfangreichen Änderungen, u. a. die Aufnahme der mit nur 1 € Stammkapital auskommenden Unternehmergesellschaft (haftungsbeschränkt), wurde am 23. Mai 2007 der Entwurf des MoMiG im Bundeskabinett beschlossen. Am 26. Juni 2008 hat der Bundestag das Gesetz beschlossen. Das MoMiG trat am 1. November 2008 in Kraft.